# Magic (小室哲哉の曲)
「Magic」（マジック）は、小室哲哉が1992年10月1日にリリースした通算6枚目のソロ・シングル。

## 解説
- 同月21日にリリースされた自身初のセルフカバー・アルバム『Hit Factory』からの先行シングル。アルバム自体はセルフカバー集であるが、本シングルのタイトル・トラックである『Magic』は新たに書き下ろされた曲である。また、両作品の裏ジャケットには同一の写真が使用されている。
- 歌詞はアルバムと同じく本人の筆によるローマ字で書かれている。

## 収録曲
| 全作曲: 小室哲哉、全編曲: T.C.D Hits。 |                |            |            |      |
| #                                      | タイトル       | 作詞       | 作曲・編曲 | 時間 |
| 1.                                     | 「Magic」      | 坂元裕二   | 小室哲哉   | 5:50 |
| 2.                                     | 「Resistance」 | 小室みつ子 | 小室哲哉   | 5:41 |
| 合計時間:                              | 合計時間:      | 合計時間:  | 11:31      |      |

## 楽曲解説
1. Magic
ウェザー・リポート、チック・コリア、ボブ・ジェームス等が得意とするクロスオーバーをもっとポップで今にも通じる様に再構成して、今後このような音楽を作っていくことを示唆するメロディーを入れ[1]、「苦労を感じさせない、とにかく気持ちの良いメロディとボーカル」を目指した[2]。
主題歌・CM等が絡まなかったため、あくまで「Hit Factory」の中の1曲で大上段に構えずに良い意味で肩の力が抜けた、軽くリラックスした感じで作れた[3]。
歌詞はTMNの「あの夏を忘れない」の続編を志向した[2]。
2. Resistance
自身が所属し、リーダーを務める音楽ユニット・TM NETWORKの同名の楽曲のカバー。オリジナルとは歌詞が異なるものであるが、作詞はTM版と同様、小室みつ子が手掛けた。「オリジナルではTMのメンバーがいて、はじめて成立する。ソロではあのままでは難しいから、歌詞の対象年齢を上げて欲しい」という意向から「大人の恋・愛情・友情」をテーマに書き直されている[2][3]。

## 収録アルバム
- Hit Factory (#1,#2)
- TK BEST SELECTION IN EPIC DAYS (#1)